# Anakronizmus
Az anakronizmus (görög eredetű szó) időbeli ellentmondás. Ez az ellentmondás valamely esemény, vagy körülmény illetve ideje között állhat fenn. Anakronizmus szándékosan is létrehozható, esetenként viszont tájékozatlanság, információhiány eredménye.

## A művészetben
Szándékos anakronizmus az irodalomban és egyéb művészetekben gyakran használt kifejezési eszköz, amellyel mulatságos vagy legalábbis szokatlan helyzeteket, jeleneteket lehet előállítani, adott esetben egy korábbi kor jellemzésére vagy akár egy elképzelt jövőbeli környezet megteremtésére. Bizonyos műfajokban, például történelmi regényekben – azok ismeretterjesztő jellege folytán – viszont hibának, tévedésnek számít az anakronizmus, amely zavarhatja az olvasó átélését az ábrázolt kor iránt.

### Példák
- Rip van Winkle
- Mikszáth Kálmán: Új Zrínyiász
- Mark Twain: Egy jenki Artúr király udvarában
- Shakespeare: Hamlet

## A tudományban és az ismeretterjesztésben
- A tudományban és az ismeretterjesztésben (így a lexikonokban is) akár olyan tévedések is előfordulhatnak, amelyeket a köznapi életben nem érzünk zavarónak.

### Példák
- A magyar főváros egyesítése előtt született emberek nem Budapesten születtek, hanem vagy Pesten, vagy Budán vagy Óbudán. A tudományos nyelv néha a Pest-Buda kifejezést használja ilyenkor.
- Aki 1949. december 30. előtt született Budapest mai XIX. kerületének területén, az nem Budapesten, hanem Kispesten született. Intézmények, egyesületek stb. névváltozásának figyelmen kívül hagyása is eredményezhet anakronizmust.
- Súlyosabb esetben az anakronizmus tárgyi tévedés vagy információhiány eredménye, amely ismeretterjesztő műben hiányosságnak számít, tudományos munkában hitelvesztéssel jár. Például ha azt állítják, hogy Rudolf főherceg és Maria von Vetsera 1889-ben egy Gräf und Stift gyártmányú gépkocsiban utaztak a meyerlingi tragédia helyszínére, az súlyos anakronizmus, mert ekkor még nem gyártottak Gräf und Stift autókat. Viszont Ferenc Ferdinánd trónörököst már egy Gräf und Stift gyártmányú gépkocsiban ölte meg Gavrilo Princip, mert akkor már volt ilyen típus.
- Az anakronizmusok elkerülése az igényes ismeretterjesztő irodalom szükségképpeni törekvése.